# Mycoleptodiscus geniculatus
Mycoleptodiscus geniculatus är en svampart som beskrevs av Alcorn 1994. Mycoleptodiscus geniculatus ingår i släktet Mycoleptodiscus och familjen Magnaporthaceae.   Inga underarter finns listade i Catalogue of Life.